# بريدا دي بيافي
بريدا دي بيافي (بالإيطالية: Breda di Piave)‏ هي بلدية في مقاطعة تريفيزو بمنطقة فنيتة، شمال إيطاليا.